# Sesta Godano
Sesta Godano là một đô thị ở tỉnh La Spezia trong vùng Liguria của Ý, có cự ly khoảng 60 km về phía đông của Genoa và khoảng 25 km về phía tây bắc của La Spezia. Tại thời điểm ngày 31 tháng 12 năm 2004, đô thị này có dân số 1.515 người và diện tích là 69,4 km².
Sesta Godano giáp các đô thị sau: Albareto, Borghetto di Vara, Brugnato, Carro, Carrodano, Varese Ligure, Zeri, Zignago.